# Dienstuhr Heer
Dienstuhr Heer je označení pro služební hodinky (náramkové i kapesní) užívané německou armádou v dobách nacismu.
Pro své vojáky si armáda hodinky objednala u mnoha švýcarských a německých firem. Společným poznávacím znamením je šroubovací ocelové dýnko (a z toho vycházející zvýšená odolnost proti vlhkosti), niklované mosazné či ocelové pouzdro u průměru 34mm, svítící indexy a ručičky (tehdy se používalo radium), mimostředná vteřinovka a kalibr s nárazuvzdorným uložením setrvačky.
Na hodinkách se nešetřilo. Obzvláště nárazuvzdorné uložení setrvačky bylo na konci 30. let docela unikátní. Běžně se u hodinek začalo používat až v 60. letech. Také ocelové šroubovací dýnko bylo v té době výsadou téměř jen armádních hodinek (jak pro Wehrmacht, tak pro britskou armádu i US Army).
Hodinky pro Wehrmacht jsou známé pod označením DH respektive D. Toto označení se však týkalo především importovaným hodinek, tedy těch ze Švýcarska. Německým hodinkám často chybělo označení úplně. Byly však vzácností, protože německé hodinářské firmy vyráběly především hodiny pro lodě, letadla a vozidla.

## Tabulka označení hodinek Wehrmachtu
DH : Dienstuhr Heer – Armádní služební hodiny
D : Dienstuhr – Služební hodinky (někde je uváděno, že hodinky fasovali piloti Luftwaffe, ale ti prokazatelně fasovali i DH)
DU : Dienstuhr (Verwaltung) – Služební hodinky pro důstojníky
RLM : Reichsluftfahrtministerium – Říšské ministerstvo letectva
KM : Kriegsmarine – Vojenské námořnictvo
DRGM : Deutsches Reich Gebrauchsmuster – Říšskoměmecký užitný vzor
Kromě výše uvedených písmenných značek bylo na dýnko hodinek ještě vyraženo číslo. To se pak zapisovalo do vojenské knížky vojáka, který hodinky vyfasoval. V 30. letech byly hodinky malým luxusem, a tak se počítalo s tím, že voják na konci služby hodinky vrátí. Mnoho vojáků se k tomu už nedostalo, a mnoho hodinek se tak dnes prodává v internetových aukcích.

## Seznam výrobců hodinek pro Wehrmacht
Arsa, Büren, BWC, Choisi, Civitas, Edo, Etanche, Freco, Gala, Glycine, Grana, Helbro, Helios, Helma, Helvetia, Longines, Mimo, Minerva, Moeris, Moser, Mulco, Nisus, Phenix, Pierpont, Record, Recta, Revue, Stabila, Titus, Zenith, General Watch&Co, Grana, Hado, Förster Pforzheim, Gustonia, Flora, Acacia, Bulla, Era, Onda, Onsa, Alpina, Siegerin, Pronto, Monitor, Stowa, Tritona, Wagner, Aeschbach, Para, Berg, Nila, Omega, Natalia, Wempe, Geering, Bidlingmaier, Speck, Vogele, Wiemer, Tutima, Hanhart, Zentra, Selza, Aristo, Lemania, Titus, Breitling, IWC, Roamer, Rellum 